# Чашник великий литовский
Чашник (великий) литовский (лат. picerna) — должность в Великом Княжестве Литовском. Должен был наливать великому князю напитки в посуду, которую подносил к правителю подчаший великий литовский.
Должность известна с 1409. При дворе великого князя Александра было несколько чашников. Через некоторое время должность превратилась в номинальную. В уездах существовали поветовые чашники.

## Список великих чашников литовских
| Чашник ВКЛ                   | Чашник ВКЛ              | Чашник ВКЛ                                  | Чашник ВКЛ                                                             |
| Имя                          | Дата принятия должности | Дата сложения должности либо смерти         | Примечания                                                             |
| ---------------------------- | ----------------------- | ------------------------------------------- | ---------------------------------------------------------------------- |
| Судимонт Доргевич            | 1409                    |                                             | чашник великого князя Витовта                                          |
| Федка Гаврилович Мелешкович  | 1494                    | 1496                                        |                                                                        |
| Андрей Дрожжа                | 1498                    |                                             |                                                                        |
| Левка Боговитинович          | 1501                    |                                             |                                                                        |
| Николай Мицкович             | 1503                    |                                             |                                                                        |
| Николай Сенькович Андрушевич | 1522                    | 1529                                        |                                                                        |
| Войцех Андреевич             | 1533                    | к 1538                                      |                                                                        |
| Войцех Ясенский              | 1538                    | 1545                                        |                                                                        |
| Матей Петкович               | 1546                    | 1570                                        |                                                                        |
| Великие чашники литовские    |                         |                                             |                                                                        |
| Ян Пац                       | 1580                    | 1589                                        | Тиун виленский                                                         |
| Пётр Волович                 | 25 апреля 1589          | 1624                                        | Умер                                                                   |
| Ян Головчинский              | 15 мая 1624             | 1631                                        | Умер                                                                   |
| Александр Даждьбог Сапега    | 25 февраля 1631         | 1632                                        | Отказался от должности                                                 |
| Кшиштоф Кишка                | 14 мая 1632             | 18 августа 1636                             | воевода мстиславский                                                   |
| Владислав Дорогостайский     | 30 августа 1636         | май 1638                                    | Умер                                                                   |
| Николай Абрамович            | май 1638                | 1640                                        | Каштелян мстиславский                                                  |
| Антоний Ян Тишкевич          | 1640                    | октябрь 1640 Подскарбий надворный литовский |                                                                        |
| Александр Жижемский          | 31 октября 1640         | март 1643 Подстолий великий литовский       |                                                                        |
| Феликс Ян Пац                | март 1643               | 17 марта 1645 Стольник великий литовский    |                                                                        |
| Кшиштоф Потоцкий             | 18 марта 1645           | 3 ноября 1646 Подстолий великий литовский   |                                                                        |
| Евстафий Казимир Волович     | 4 ноября 1646           | 16 августа 1656 Подстолий великий литовский |                                                                        |
| Ян Кароль Копец              | 16 августа 1656         | 15 февраля 1658 Подстолий великий литовский |                                                                        |
| Кшиштоф Франтишек Сапега     | 15 февраля 1658         | 18 марта 1658 Подстолий великий литовский   |                                                                        |
| Марциан Александр Огинский   | 18 марта 1658           | 8 января 1659 Подстолий великий литовский   |                                                                        |
| Ян Фердинанд Сапега          | январь 1659             | 27 марта 1659                               | Умер                                                                   |
| Михаил Казимир Пац           | май 1659                | 29 октября 1659 Обозный великий литовский   |                                                                        |
| Казимир Ян Павел Сапега      | 9 ноября 1659           | 20 июля 1661 Подстолий великий литовский    |                                                                        |
| Ян Нарушевич                 | 23 июля 1661            | 1661 Подскарбий дворный литовский           |                                                                        |
| Герард Денгоф                | 2 ноября 1661           | 23 мая 1666 Подстолий великий литовский     |                                                                        |
| Франтишек Стефан Сапега      | май 1666                | 1670 Конюший великий литовский              |                                                                        |
| Ян Генрик Бокум              | 4 марта 1670            | 1679                                        |                                                                        |
| Владислав Юзафат Сапега      | 1679                    | 20 мая 1684 Кравчий великий литовский       |                                                                        |
| Григорий Антоний Огинский    | 1684                    | апрель 1687 Хорунжий великий литовский      |                                                                        |
| Михаил Юзеф Сапега           | 4 мая 1687              | 20 мая 1692 Стражник великий литовский      |                                                                        |
| Александр Павел Сапега       | 1692                    | 22 августа 1692                             | Маршалок надворный литовский                                           |
| Николай Тарла                | 25 сентября 1692        | 1702                                        | Умер                                                                   |
| Кшиштоф Щит                  | 26 ноября 1702          | 28 января 1713                              | Каштелян смоленский                                                    |
| Юзеф Щит                     | 1 июля 1713             | 10 июня 1740                                | Сын предыдущего. Каштелян мстиславский                                 |
| Игнацы Сапега                | 20 июня 1740            | 18 сентября 1744                            | Подскарбий дворный литовский                                           |
| Михаил Казимир Огинский      | 18 сентября 1744        | 20 июня 1748                                | Писарь польный литовский                                               |
| Гервазий Людвик Оскерко      | 20 июня 1748            | 10 декабря 1764                             | Референдарий великий литовский                                         |
| Стефан Олендский             | 11 декабря 1764         | 15 июня 1765                                | Конюший великий литовский                                              |
| Юзеф Неселовский             | 15 июня 1765            | 11 октября 1765                             | Каштелян новогрудский                                                  |
| Михаил Александр Роникер     | 19 октября 1765         | 1787                                        |                                                                        |
| Роберт Бжостовский           | 19 февраля 1787         | 14 мая 1791                                 | Каштелян полоцкий                                                      |
| Леон Гурский                 | 3 сентября 1791         | 1794                                        | Отказался от должности                                                 |
| Михаил Иероним Бжостовский   | 1794                    | 1795                                        | Сложил полномочия в связи с прекращением существования Речи Посполитой |